# Stijn Schaars
Stefanus Johannes „Stijn” Schaars (n. 11 ianuarie 1984, Gent, Gelderland) este un fotbalist neerlandez, care joacă pentru Heerenveen și pentru echipa națională de fotbal a Țărilor de Jos.

## Palmares

### Club
AZ
- Eredivisie
  - Campion (1): 2008–09
- Supercupa Țărilor de Jos
  - Campion (1): 2009

### Echipa națională
Țările de Jos
- Țările de Jos U-21
  - Câștigător: Campionatul European de Fotbal 2006 sub 21